# Saint-Blaise-du-Buis
Saint-Blaise-du-Buis és un municipi francès situat al departament de la Isèra i a la regió d'Alvèrnia-Roine-Alps. L'any 2007 tenia 987 habitants.

## Demografia

### Població
El 2007 la població de fet de Saint-Blaise-du-Buis era de 987 persones. Hi havia 349 famílies de les quals 54 eren unipersonals (17 homes vivint sols i 37 dones vivint soles), 108 parelles sense fills, 170 parelles amb fills i 17 famílies monoparentals amb fills.
La població ha evolucionat segons el següent gràfic:
Habitants censats

### Habitatges
El 2007 hi havia 376 habitatges, 351 eren l'habitatge principal de la família, 10 eren segones residències i 15 estaven desocupats. 328 eren cases i 45 eren apartaments. Dels 351 habitatges principals, 266 estaven ocupats pels seus propietaris, 71 estaven llogats i ocupats pels llogaters i 13 estaven cedits a títol gratuït; 9 tenien dues cambres, 37 en tenien tres, 97 en tenien quatre i 207 en tenien cinc o més. 300 habitatges disposaven pel capbaix d'una plaça de pàrquing. A 107 habitatges hi havia un automòbil i a 220 n'hi havia dos o més.

### Piràmide de població
La piràmide de població per edats i sexe el 2009 era:
| Homes | Edats   | Dones |
| ----- | ------- | ----- |
| 0     | 95 o +  | 0     |
| 1     | 90 a 94 | 1     |
| 9     | 85 a 89 | 4     |
| 3     | 80 a 84 | 8     |
| 15    | 75 a 79 | 28    |
| 7     | 70 a 74 | 7     |
| 21    | 65 a 69 | 7     |
| 24    | 60 a 64 | 20    |
| 26    | 55 a 59 | 19    |
| 22    | 50 a 54 | 18    |
| 34    | 45 a 49 | 33    |
| 52    | 40 a 44 | 65    |
| 29    | 35 a 39 | 22    |
| 25    | 30 a 34 | 13    |
| 24    | 25 a 29 | 12    |
| 21    | 20 a 24 | 16    |
| 53    | 15 a 19 | 57    |
| 46    | 10 a 14 | 44    |
| 23    | 5 a 9   | 28    |
| 26    | 0 a 4   | 16    |

## Economia
El 2007 la població en edat de treballar era de 673 persones, 489 eren actives i 184 eren inactives. De les 489 persones actives 454 estaven ocupades (247 homes i 207 dones) i 35 estaven aturades (16 homes i 19 dones). De les 184 persones inactives 62 estaven jubilades, 78 estaven estudiant i 44 estaven classificades com a «altres inactius».

### Ingressos
El 2009 a Saint-Blaise-du-Buis hi havia 370 unitats fiscals que integraven 1.061 persones, la mediana anual d'ingressos fiscals per persona era de 20.273 €.

### Activitats econòmiques
Dels 30 establiments que hi havia el 2007, 1 era d'una empresa alimentària, 6 d'empreses de fabricació d'altres productes industrials, 11 d'empreses de construcció, 2 d'empreses de comerç i reparació d'automòbils, 1 d'una empresa d'hostatgeria i restauració, 1 d'una empresa financera, 2 d'empreses immobiliàries, 3 d'empreses de serveis, 2 d'entitats de l'administració pública i 1 d'una empresa classificada com a «altres activitats de serveis».
Dels 10 establiments de servei als particulars que hi havia el 2009, 1 era un taller de reparació d'automòbils i de material agrícola, 2 paletes, 1 guixaire pintor, 2 fusteries, 1 lampisteria, 2 empreses de construcció i 1 restaurant.
L'any 2000 a Saint-Blaise-du-Buis hi havia 15 explotacions agrícoles que ocupaven un total de 228 hectàrees.

## Equipaments sanitaris i escolars
El 2009 hi havia una escola elemental integrada dins d'un grup escolar amb les comunes properes formant una escola dispersa.

## Poblacions més properes
El següent diagrama mostra les poblacions més properes.